# Pterolophia pulchra
Pterolophia pulchra är en skalbaggsart som beskrevs av Aurivillius 1921. Pterolophia pulchra ingår i släktet Pterolophia och familjen långhorningar. Inga underarter finns listade i Catalogue of Life.